# أرتيم بوتسكي
أرتيم بوتسكي مواليد 24 أغسطس 1981 في بولتافا، هو لاعب كرة سلة أوكراني. بدأ مسيرته الاحترافية في سنة 2000. يلعب كلاعب هجوم خلفي. يحمل الرقم 20. يبلغ طوله 6 قدم 1 بوصة (1.9 م). لعب مع نادي أوديسا لكرة السلة ونادي بوديفلنيك لكرة السلة في دوري السوبر الأوكراني لكرة السلة.

## روابط خارجية
- أرتيم بوتسكي على موقع الاتحاد الدولي لكرة السلة (الإنجليزية)
- أرتيم بوتسكي على موقع كرة السلة الأوروبية.كوم (الإنجليزية)
- أرتيم بوتسكي على موقع ريلجم (الإنجليزية)
- أرتيم بوتسكي على موقع بروبوليرز (الإنجليزية)